# Rahn Education
Die Rahn Education ist eine gemeinnützige Schulgesellschaft mit 40 Bildungseinrichtungen in Deutschland, Ägypten, Italien, Polen und Russland. Das Unternehmen mit Hauptsitz in Leipzig wurde 1990 gegründet und beschäftigt an seinen Standorten ca. 1.100 Mitarbeiter, die über 8.000 Lernende betreuen.

## Geschichte

### Deutschland
Im Jahr 1929 gründete Paul Rahn unter seinem Namen eine Privatschule in Berlin-Friedenau, 1949 wurde die Handelsschule Dr. P. Rahn in Nienburg/Weser gegründet. Nach der deutschen Wiedervereinigung kam es 1990 in den neuen Bundesländern zur Gründung der Wirtschaftsakademie Dr. P. Rahn & Partner GmbH durch die Gesellschafter Gotthard Dittrich, Silke und Geert Rahn, Heide und Manfred Dücker sowie Gerd Jakobitz. Es entstanden in den folgenden Jahren weitere Niederlassungen in Sachsen, Sachsen-Anhalt, Thüringen und Brandenburg.
Im Jahr 1991 erfolgte die Gründung der Rahn/Dittrich GbR (heute: Immobilien Radi eGbR), um der Wirtschaftsakademie Dr. P Rahn & Partner GmbH und später der gemeinnützigen Schulgesellschaft mbH Schul- und Verwaltungsräume zur Verfügung zu stellen und bei Fremdanmietung mit der Sach- und Fachkenntnis einer Immobiliengesellschaft zur Seite zu stehen.
Die erste Fachoberschule und Berufsfachschule nahm 1993 in Leipzig in der Kochstraße 28 a den Lehrbetrieb auf. Dort wurde 1997 die Freie Grundschule Clara Schumann als erste Grundschule in freier Trägerschaft im Freistaat Sachsen unter der Schirmherrschaft von Udo Zimmermann eröffnet. Die Rahn/Dittrich GbR erwarb 1999 das Schumann-Haus in der Inselstraße 18 und ließ eine denkmalschutzgerechte Sanierung durchführen. 2001 konnte das Schumann-Haus von Schülern und Pädagogen der Freien Grundschule Clara Schumann bezogen werden. 2015 wurde der Carl Orff Preis der Carl-Orff-Stiftung an die Grundschule Clara Schumann und die Musik- und Kunstschule Clara Schumann in Leipzig verliehen und es erfolgte die Eröffnung des mitteldeutschen Carl-Orff Zentrums.
Des Weiteren wurde in Leipzig 2004 die Freie Mittelschule (heute Freie Oberschule) eröffnet sowie 2007 die erste Kindertagesstätte „Musikus“ mit musisch-künstlerischem Profil. Der Schulbetrieb im Musikalisch-Sportlichen Gymnasium wurde 2008 aufgenommen.
Weitere Einrichtungen wurden seit den 1990er Jahren in Auerbach, Altenburg (historische Schmidtsche Villa), Gröningen, Halle (Saale), Fürstenwalde, Oschersleben und Weinböhla eröffnet.
Im Zisterzienserkloster Kloster Neuzelle wurde 2003 ein Gymnasium als anerkannte Schule internationaler Ausprägung eröffnet. 2008 erfolgte die Eröffnung des Internats im einstigen Carolusheim auf dem Priorsberg sowie die Einweihung von Mensa und Klassenräumen im ehemaligen Waisenhaus. Das bestehende Gymnasium wurde 2009 um eine freie Oberschule ergänzt. 2010 fand ein erstes Sommercamp für ägyptische Schüler und Schüler anderer Nationen auf dem Gelände des Klosters statt. 2011 startete das Projekt „Deutsch-Polnische Bildungsbrücke Neuzelle-Zielona Góra / Polsko-Niemiecki Most Edukacyjny Neuzelle-Zielona Góra“, gefördert durch EU-INTERREG IVa-Mittel mit 7,6 Millionen Euro. Ein Seminarhotel der Rahn Education im Ortsteil Kummro in Neuzelle (Kummerower Hof im Dorchetal) wurde 2020 eröffnet und die Orangerie im Barockgarten im Jahr 2022.
Die Europäische Stiftung der Rahn Dittrich Group für Bildung und Kultur führte im Jahr 2020 das einzige private Studienkolleg in Sachsen „study & training“ (320 Studenten aus 25 Nationen) als An-Institut der Hochschule Zittau/Görlitz fort. Das Studienkolleg führt die FSP Prüfung in Hoheit dieser Hochschule durch. Die Feststellungsprüfung (FSP) ist die Prüfung zur Feststellung der Eignung von Studienbewerberinnen und Studienbewerber mit ausländischen Bildungsnachweisen für die Aufnahme eines Studiums an Hochschulen in der Bundesrepublik Deutschland.
Dem Geschäftsführer der Rahn Education,  Gotthard Dittrich, wird am 28. Mai 2025 der  Verdienstorden der Bundesrepublik Deutschland verliehen.

### Schweiz und Italien
In Zürich wurde 2016 die Schweizer Schulen gemeinnützige Aktiengesellschaft durch die Europäische Stiftung der Rahn Dittrich Group für Bildung und Kultur gegründet. Sie bildet den juristischen und organisatorischen Rahmen, um die Entwicklung des Netzes der Schweizerschulen im Ausland zu fördern und umzusetzen.  
Seit dem 1. September 2024 wird die Schweizer Schule Mailand, die auf eine 105-jährige Geschichte als Schweizer Schule zurückblicken kann, in einer neuen Trägerschaft als Schweizer Schule Rahn Education Mailand, als offiziell anerkannte Schweizer Schule im Ausland fortgeführt. Der Lehrplan 21 der Schweiz ist weiterhin Bestandteil der schulischen Ausbildung, welche mit der Schweizer Matura abgeschlossen werden kann. Die pädagogisch didaktische Aufsicht obliegt den Patronatskantonen Graubünden und Tessin. Mehrsprachigkeit sowie Internationalität stehen im Zentrum der Schulbildung.

### Ägypten
In Kairo wurde 1996 die Ägyptisch-Deutschen Akademie für Wirtschaft & Technik Ltd. gegründet und 2004 die Private Deutsche Schule Kairo in Kooperation mit der „Dr. Nermin International Schools of Egypt“ eröffnet. 2014 kam es zur Gründung der Rahn Schulen Kairo in 100 % Trägerschaft der Rahn Education in Umsetzung des Curriculums des Landes Brandenburg. 2018 wurde die Deutsche Musikschule Kairo eröffnet und es begann eine Kooperation mit dem Generalmusikdirektor des Opernhaus Kairo und des Cairo Symphony Orchestra Ahmed El Saidi, als Schirmherr. Es startete ebenfalls die Zusammenarbeit mit der Botschaft der Republik Polen in Kairo zur Durchführung des alle zwei Jahren stattfindenden Chopin Wettbewerbs für den gesamten mittleren Osten.

### Polen
In Zielona Góra wurde 1993 die Prywatna Szkola dr p. Rahn i partner z.o.o. im Gebäude der Technischen Hochschule Zielona Góra gegründet. 2008 erfolgte in Warschau die Gründung der Europäischen Stiftung für Bildung und Kultur (Europejska Fundacja Oswiaty i Kultury), durch Annelise Ruppelt-Dittrich, als gemeinnützige polnische Stiftung. Übertragung der Schulen in Zielona Góra von der prywatna szkola und Lyzeum auf die Europäische Stiftung für Bildung und Kultur (EFOIK). 2013 wurde in Zielona Gòra die Grundschule (Szkoła Podstawowa) am Standort der Rahn Education eröffnet.

## Unternehmen
Im Firmenverbund der Rahn Education bieten etwa 40 Bildungseinrichtungen im In- und Ausland pädagogische Betreuung, schulische Bildung sowie die berufliche Aus- und Fortbildung von etwa 7.500 Lernenden pro Jahr an. Das Unternehmen ist Mitglied im Verband Deutscher Privatschulverbände und arbeitet mit der Industrie- und Handelskammer zu Leipzig sowie der British Chamber of Commerce in Germany zusammen.
Die Wirtschaftsakademie Dr. P. Rahn & Partner GmbH beschäftigt sich mit der Vermittlung von Bildungsleistungen, als Auftragnehmer der Bundesanstalt für Arbeit und anderer öffentlicher Institutionen. Die Dr. P. Rahn & Partner gemeinnützige Schulgesellschaft mbH ist Trägerin von staatlichen anerkannten Ersatzschulen im berufsbildenden und allgemeinbildenden Bereich.
Zur Rahn Education gehören Kindertagesstätten und Tagespflegeeinrichtungen, Grundschulen, Sekundar- und Oberschulen, Fachoberschulen, Gymnasien, Musik- und Kunstschulen, Sprachschulen, Studienkollegs sowie berufliche Aus- und Weiterbildungsstätten für Jugendliche und Erwachsene. Die Allgemein- und Berufsbildenden Schulen sind staatlich genehmigte oder anerkannte Ersatzschulen.
Alle Serviceprozesse sind in eine separate Dienstleistungsgesellschaft, die Educado Servicegesellschaft mbH, ausgelagert, die die ergänzenden Aufgaben um Bildung und Erziehung (u. a. Schulspeisung, Schülertransfer, Catering sowie kaufmännische Dienstleistungen) übernimmt und darüber hinaus das Seminarhotel Kummerower Hof und die Orangerie im Barockgarten betreibt.
Die Immobilien Radi eGbR wurde 1991 gegründet, um für einige Einrichtungen Grundstücke und Immobilien zu erwerben und zu verwalten. Sie ist Eigentümerin mancher Schulimmobilien im In- und Ausland. 90 % ihrer Geschäftsanteile sind im Besitz der Europäischen Stiftung der Rahn Dittrich Group für Bildung und Kultur, einer gemeinnützigen Stiftung bürgerlichen Rechts mit Sitz in Leipzig.

## Standorte
- Leipzig: Privates Studienkolleg „Study & Training“; Musikalisch-Sportliches Gymnasium in Leipzig; Musik- und Kunstschule Clara Schumann; Kindertagesstätte „Musikus“ und „Tarsius“; Freie Oberschule Leipzig sowie Freie Oberschule (Standort mit Inklusion); Freie Grundschule Clara Schumann; Freie Fachoberschule Leipzig
- Berlin: Repräsentanz der Rahn Education
- Gröningen: Freie Sekundarschule Gröningen; Freies Gymnasium Gröningen; Berufsbildungszentrum Gröningen
- Halle (Saale): Kindertagesstätte und Freie Grundschule Friedemann Bach; staatlich anerkanntes Studienkolleg der Rahn Education; Berufsbildungszentrum Halle
- Altenburg: Musik- und Kunstschule Clara Schumann Altenburg; Freie Grundschule Christian Felix Weiße
- Fürstenwalde: Musik- und Kunstschule Clara Schumann Brandenburg (Standort Fürstenwalde); Kindertagesstätte am Spreebogen und Kindertagesstätte Spreeklang (Eröffnung 2023); Freie Oberschule; Freie Grundschule und Freie Fachoberschule
- Oschersleben: Haus der Integration
- Neuzelle (im Kloster Neuzelle): Sprachschule; Freies Gymnasium; Freie Oberschule; Musik- und Kunstschule Clara Schumann Brandenburg (Standort Neuzelle); Internat
- Weinböhla (Dresden): Freies Gymnasium Weinböhla
- Mailand: Scuola Svizzera Rahn Education Milano/Schweizer Schule Rahn Education Mailand
- Zielona Góra: szkoła podstawowa (Grundschule Klasse 1 bis 8); liceum ogólnokształcące (gymnasiale Oberstufe Klasse 9 bis 12)
- Kairo: Rahn Schulen Kairo, Deutsche Musikschule Kairo
- El-Gouna: Deutsche Hotelschule der Sawiris Foundation in El Gouna – operated by Rahn Education
- Neuzelle:

## Profile

### Schulen in Deutschland
Die Schüler an den Grundschulen erhalten sowohl im Unterricht als auch im Hort ergänzende schulische und außerschulische Bildungsangebote, insbesondere in den Bereichen Musik, Bewegung/Tanz und Sprache. In der Grundschule Clara Schumann, die sich im Leipziger Schumann-Haus befindet, sowie der Freien Grundschule Friedemann Bach wird ein bilingualer Zug angeboten, durch Projekte wird der tägliche Umgang mit der englischen Sprache gefördert.
Die Ober- und Sekundarschulen an den Standorten in Fürstenwalde, Neuzelle, Leipzig und Gröningen basieren auf einem humanistischen Wertekanon. Die beiden Oberschulen in Fürstenwalde und Gröningen sind gemeinsam mit den anderen Einrichtungen des Campus Fürstenwalde und des Bördecampus in Gröningen Teil des Netzwerkes Schule ohne Rassismus – Schule mit Courage. An der Freien Oberschule Leipzig (am Standort mit Inklusion) werden Kinder mit anerkanntem Förderbedarf in kleinen Klassen unterrichtet.
Die vier Gymnasien in Leipzig und Weinböhla (Sachsen), Neuzelle (Brandenburg) und Gröningen (Sachsen-Anhalt) unterscheiden sich in ihren Profilen:
In Leipzig liegen die Schwerpunkte der Ganztagsschule auf Musik und Sport und dem Angebot von fünf Fremdsprachen. Das Musikalische-Sportliche Gymnasium sowie die Freie Oberschule und Freie Fachoberschule verbindet seit 2012 eine Partnerschaft mit RB Leipzig. Nachwuchsspieler des Vereins werden durch das sportliche Profil der Schulen sowie einen individuellen Unterrichts- und Bildungsplan gefördert.
In Weinböhla richtet sich der Fokus auf Sprache und Sport. In Klasse 5 und 6 wird Astronomie als Arbeitsgemeinschaft angeboten, ab Klasse 10 als reguläres Unterrichtsfach.
In Neuzelle verfolgt die Ganztagsschule einen musisch-künstlerischen Ansatz mit Pädagogen aus mehreren Nationen. Hier kann das International Baccalaureate  (Internationales Abitur) abgelegt werden. Im Stift Neuzelle befindet sich das Internat für Kinder und Jugendliche aus mehreren Nationen.
Im Gymnasium in Gröningen wird der Lehrplan durchgängig durch das Konzeptfach Wirtschaft ergänzt.
Die Fachoberschulen in Fürstenwalde und Leipzig führen die Schüler in drei bzw. vier Fachrichtungen zur Fachhochschulreife: Gestaltung, Sozialwesen, Technik sowie Wirtschaft und Verwaltung; dabei wird das theoretische Wissen mit praxisnahen Bildungselementen und Fähigkeiten verknüpft. Dazu wird an den Standorten mit Partnern aus verschiedenen Branchen und Wirtschaftsbereichen kooperiert.

### Musik- und Kunstschulen
Die Musik- und Kunstschule Clara Schumann ist Mitglied im Verband freier Musikschulen. Instrumentalunterricht wird in den musikalischen Stilrichtungen Klassik, Rock, Pop, Jazz und Neue Musik angeboten. Die Break Art Studios (BASS) sind an die Musik- und Kunstschule Clara Schumann Leipzig angegliedert und bieten eine Tanzausbildung von Kindern und Jugendlichen an, wobei auch externe Schüler am Unterricht teilnehmen können.
An den Musik- und Kunstschulen der Rahn Education in Fürstenwalde und Neuzelle (anerkannte Musikschule im Land Brandenburg), Sachsen (Geförderte Musikschule im Freistaat Sachsen) und Thüringen arbeiten erfahrene Musikpädagogen. Das Unterrichtsprogramm wird durch Kurse und Ergänzungsfächer in Percussion/Rhythmus, Ensemblespiel, Chor, Stimmbildung, Orchester, Bandarbeit und Tanz, Kompositionslehre und Musiktheorie ergänzt. Seit dem Schuljahr 2023/24 gibt es in Weinböhla die Musik- und Kunstschule Clara Schumann (Standort in Weinböhla) und die Freie Grundschule Friedemann Bach Halle verfügt seit diesem Schulbeginn über eine musikalische Abteilung.

### Sprachschulen und Berufsbildungszentren
An der Sprachschule der Rahn Education in Neuzelle können die Kursteilnehmer Fremdsprachenkenntnisse erlangen, verbessern oder auffrischen. Das erreichte Sprachniveau wird mit international anerkannten Leistungsnachweisen zertifiziert, zum Beispiel dem des Goethe-Instituts oder von telc (The European Language Certificates). Die Sprachschüler werden von qualifizierten Lehrkräften – meist Muttersprachler – ausgebildet.
In Halle (Saale) befindet sich das Berufsbildungszentrum (BBZ) der Rahn Education. Ziel der Beruflichen Rehabilitation ist es, junge Menschen dauerhaft und nachhaltig in die Arbeitswelt zu integrieren, um so eine aktive Teilhabe dieser an der Gesellschaft zu ermöglichen. Das BBZ verfügt über moderne, barrierefreie Ausbildungsstätten sowie ein Praktikumsnetzwerk von über 150 Firmen in der Region. Der Rehabilitationsbereich Halle bietet verschiedene Ausbildungsberufe an, zum Beispiel in den Berufsfeldern Agrarwirtschaft, Bautechnik, Ernährung, Holztechnik, Farbtechnik, Metalltechnik, Hauswirtschaft, Lager und Logistik, Verkauf sowie Wirtschaft und Verwaltung. Seit mehr als 25 Jahren befinden sich regelmäßig ca. 150 Jugendliche in einer Ausbildung sowie bis zu 50 weitere Teilnehmer in Berufsvorbereitenden Bildungsmaßnahmen (BvB).
Das Berufsbildungszentrum Gröningen bietet seit 1991 am Hauptstandort Gröningen und an den Außenstellen Oschersleben und Magdeburg Aus- und Weiterbildungen im gewerblich-technischen, kaufmännischen und Dienstleistungsbereich sowie Sprachkurse an.

### Förderung und Integration
Die Rahn Education setzt sich für volle Teilhabe und Chancengleichheit von Menschen mit Behinderungen oder Einschränkungen in allen Bereichen der Gesellschaft ein. Im Rehabilitationsbereich wird benachteiligten sowie körperlich und geistig beeinträchtigten Jugendlichen und jungen Erwachsenen eine spezifische Förderung ihrer beruflichen Ausbildung bzw. Berufsvorbereitung unter anderem in den Bereichen Agrarwirtschaft, Bautechnik, Ernährung, Holztechnik, Farbtechnik, Metalltechnik, Hauswirtschaft, Lager und Logistik, Informatik sowie Wirtschaft und Verwaltung ermöglicht.
Das Haus der Integration in Oschersleben bietet seit 2017 ganzheitliche Unterstützung und Integrationsleistungen, Sprachausbildung und Betreuungsleistungen an. Nach Abschluss eines Integrationskurses mit Deutschsprachkenntnissen auf A1, A2 und B1 und abgelegten Deutschtest für Zuwanderer (DTZ) stehen den Absolventen Berufssprachkurse bzw. Spezialberufssprachkurse offen. Das Haus ist telc-Prüfungszentrum, es können Prüfungen vom Niveau B1 bis C1 können abgelegt werden.
Das Private Studienkolleg Leipzig und der Bildungsstandort Halle mit einem Studienkolleg bereiten ausländische und staatenlose Studienbewerber auf das Studium an einer Hochschule der Bundesrepublik Deutschland vor. Angeboten wird der Schwerpunktkurs TI für ingenieurtechnische Studiengänge und der Schwerpunktkurs WW für wirtschaftswissenschaftliche Studiengänge. Die erfolgreiche Absolvierung der Feststellungsprüfung ist für Bewerber die Voraussetzung für die Aufnahme eines Studiums an einer deutschen Hochschule bzw. Universität. Das Studienkolleg in Leipzig führt die FSP Prüfung in Hoheit der Hochschule Zittau Görlitz durch, mit der eine langjährige Kooperation besteht.

### Schulen in Kairo
Die Rahn Schule Kairo ist eine deutsche Schule, die zu 100 % von einer deutschen, gemeinnützigen Schulgesellschaft getragen wird, wurde 2014 gegründet. Eine Kindertagesstätte ist der Schule vorgelagert. Das International Baccalaureate (IB) und das Gemischtsprachige International Baccalaureate (GIB) werden als anerkannte Schulabschlüsse angeboten und berechtigen im Allgemeinen zum Studium weltweit. Da die Schule in Kairo auf der Grundlage des Curriculums des Landes Brandenburg arbeitet, können Schüler nach der 7., spätestens nach der 10. Klasse an das Gymnasium in Neuzelle (Brandenburg) wechseln und nach der 12. Klasse das deutsche Abitur ablegen. Die Rahn Schule Kairo ist durch die HZA (Hanseatische Zertifizierungsagentur) im Bereich Qualitätsmanagement geprüft und zertifiziert.
In El Gouna befindet sich die Deutsche Hotelschule der Sawiris Foundation in El Gouna – operated by Rahn Education, die in Zusammenarbeit mit verschiedenen Hotels der Region nach deutschen IHK-Standards Hotelfachleute, Köche und Fachkräfte im Gastgewerbe ausbildet. Die Ausbildung erfolgt im Dualen System nach deutschen IHK-Richtlinien in deutscher Sprache und mit international anerkanntem IHK-Abschluss.

### Schulen in Polen
Die Schüler der Grundschule (szkoła podstawowa) und des Lyzeums (liceum ogólnokształcące) in Trägerschaft der Europejska Fundacja Oswiaty i Kultury in Zielona Góra können die Schulformen des allgemeinbildenden polnischen Schulsystems von der Grundschule (Klasse 1 bis 8) bis zum Liceum (gymnasiale Oberstufe, Klasse 9–12), das zur Matura (Abitur) führt, absolvieren. Die Stiftung führt außerdem das offizielle Prüfungszentrum des Goethe-Instituts in der Woiwodschaft Lubuskie (Lebuser Land). An den polnischen Schulen hat Deutsch einen besonderen Stellenwert.

### Schulen in der Schweiz und Italien
Die Rahn Education Schweizer Schulen gemeinnützige AG wurde Anfang 2016 in Zürich gegründet. Sie bildet den juristischen und organisatorischen Rahmen, um die Entwicklung des Netzes der Schweizerschulen im Ausland zu fördern und umzusetzen.  
Seit dem 1. September 2024 wird die Schweizer Schule Mailand, die auf eine 105-jährige Geschichte als Schweizer Schule zurückblicken kann, in einer neuen Trägerschaft als Schweizer Schule Rahn Education Mailand, als offiziell anerkannte Schweizer Schule im Ausland fortgeführt. Der Lehrplan 21 der Schweiz ist weiterhin Bestandteil der schulischen Ausbildung, welche mit der Schweizer Matura abgeschlossen werden kann. Die pädagogisch didaktische Aufsicht obliegt den Patronatskantonen Graubünden und Tessin. Mehrsprachigkeit sowie Internationalität stehen im Zentrum der Schulbildung. Die Schule wird den Austausch mit dem Netzwerk der Schweizer Schulen in Italien und weltweit intensivieren. Zudem wird die Schweizer Schule Rahn Education Mailand eng eingebunden in das internationale Netzwerk der Rahn Education Einrichtungen in Deutschland, Italien, Polen und Ägypten sein. Gemeinsam mit der Schule startete auf dem Campus auch die internationale Kita Anfang September 2024 unter neuer Trägerschaft.

### Schulen in Russland
Das Deutsche Sprachzentrum Kaliningrad ist eine gemeinsame Bildungseinrichtung der Rahn Education und der russischen Partnereinrichtung „Mir obrazovanija“, wo Schüler, angehende Studierende und Erwachsene seit 2016 die deutsche Sprache erlernen können und mit dem European Language Certificate zertifizieren lassen.

## Kooperationen, Bildungsprojekte und Schüleraustausch
Die Schulen der Rahn Education in Neuzelle, Fürstenwalde und Zielona Góra sind durch die „Deutsch-Polnische Bildungsbrücke“ eng miteinander verbunden. Im Rahmen dieses EU-Projektes finden seit Jahren zwischen den Lehrkräften und Jugendlichen Workshops, Schüler-Austausch, Projekte und Bildungsreisen statt.
Es bestehen zahlreiche Kooperationen aller Einrichtungen mit Partnerschulen und es werden internationale Bildungsfahrten und Schüleraustausche sowie Sprachfahrten, Studienfahrten und Sportfahrten (Klettern, Schwimmen, Skifahren) durchgeführt. Langjährige Tradition haben zudem internationale Musik- und Kunstprojekte.
Eine besondere Verbindung pflegen die Einrichtungen der Rahn Education zu dem Standort Rahn Schulen Kairo. Musikprojekte finden mit der Deutschen Schule Kiew (Ukraine) und der German-Swiss International School Accra (Ghana) statt, des Weiteren bestehen Verbindungen zu Partnerschulen in Herzliya, im Rahmen der Städtepartnerschaft Leipzig-Herzliya. Das Freie Gymnasium im Stift Neuzelle mit internationaler Ausrichtung pflegt langjährige Kontakte mit Partnern in Slowenien, Ungarn, Südafrika, Großbritannien, Frankreich, Polen, Russland, Ägypten sowie im Oman und organisiert zahlreiche Schüleraustausche, Sommercamps und Treffen. Für die Zukunft geplant ist eine Kooperation mit einer Partnerschule in Kuba.